# Симонетта Соммаруга
Симонетта Соммаруга (італ. Simonetta Sommaruga нар. 14 травня 1960 м. Цуг) — швейцарський соціал-демократичний політик, член Федеральної ради Швейцарії з 2010 до 2022 рік. Президент Швейцарської Конфедерації у 2015 та 2020 роках.

## Раннє життя
Соммаруга зросла з двома братами і сестрою в Зінсі, кантон Ааргау. Після закінчення середньої школі в Іммензее, вона вчилась на піаністку в Люцерні, Каліфорнії і Римі. З 1988 до 1991 вивчала англійську мову і романістику в Університеті Фрібура.

## Кар'єра
Відправною точкою для її політичної кар'єри була робота директором Швейцарського фонду захисту прав споживачів (Stiftung für Konsumentenschutz) з 1993 до 1999. В даний час вона є президентом благодійного Фонду захисту прав споживачів (Swissaid).
Політичну кар'єру Соммаруга почала представляючи соціал-демократів у Великій раді Берну з 1981 до 1990. З 1998 до 2005 очолювала Департамент пожежної охорони та цивільної оборони в Муніципальній раді Кьоніца. З 1999 до 2003 вона була членом Національної ради, а з 2003 до 2010 була членом Ради кантонів.
22 вересня 2010 обрана до Федеральної ради на місце Моріца Лоєнбергера, де очолила Департамент юстиції і поліції. Наприкінці 2013 року обрана на 2014 рік віце-президентом Швейцарії. На цю посаду вона вступила 1 січня.

## Сім'я
Чоловіком Симонетти Сомаруги є письменник Лукас Гартман. Вона далека родичка колишнього президента Міжнародного комітету Червоного Хреста Корнеліо Соммаруґи.